# جاكسون بورغز
جاكسون بورغز هو لاعب كرة قدم برازيلي، ولد في 16 سبتمبر 1987 في إيتابونا في البرازيل. لعب مع نادي أنابوليس ‏.

## وصلات خارجية
- جاكسون بورغز على موقع قاعدة بيانات كرة القدم.إي يو (الإنجليزية)
- جاكسون بورغز على موقع Soccerway.com (الإنجليزية)